# Picot ventrevermell
El picot ventrevermell (Dendropicos pyrrhogaster) és una espècie d'ocell de la família dels pícids (Picidae) que habita boscos de les terres baixes al sud de Mali, Guinea, Sierra Leone, Libèria, Costa d'Ivori, Ghana, Togo, Benín, est de Nigèria i sud de Camerun.